# セリ科
セリ科 (セリか、Apiaceae) は、ニンジンやパセリを含む被子植物の科の一つ。芳香を持ち、ハーブや野菜、香辛料として使われる種を多く含む。
セリ科の植物には抗変異原性があるものが多い。かつて、セリ科の植物は、デザイナーフーズ計画でがん予防に効果のある食物として上位の重要度に位置付けられていた。
特徴的な散形（傘形）花序をつけるので、古くは散形科または傘形科（さんけいか）と呼ばれた。ラテン名の代替名である Umbelliferae も同じ意味である。牧野 (1940) はからかさばな科と訳している。子房下位で果実は分果（2個に割れる）。

## 含まれる属・種
およそ400属3700種が含まれる。代表的なものを記す。
- ツボクサ属 Centella [6]：ツボクサ - かつては下記のチドメグサ属とともにチドメグサ亜科(Hydrocotyloideae)とされていたが、APG分類体系ではチドメグサ属がウコギ科に移されたため、チドメグサ亜科はウコギ科の亜科を指すものとなっている。
- （参考:かつてはセリ科に含められた）チドメグサ属 Hydrocotyle [6] -チドメグサ

ウマノミツバ亜科	
- ウマノミツバ属 Sanicula -ウマノミツバ

セリ亜科	
- エゾボウフウ属 Aegopodium -エゾボウフウ
- イノンド属 Anethum - イノンド（ディル）
- シシウド属 Angelica - アシタバ、トウキ、アンゼリカ
- シャク属 Anthriscus - シャク、チャービル
- オランダミツバ属 Apium -セロリ
- エキサイゼリ属 Apodicarpum
- ミシマサイコ属 Bupleurum -ホタルサイコ
- ヒメウイキョウ属 Carum - キャラウェイ
- セントウソウ属 Chamaele -セントウソウ
- ドクゼリ属 Cicuta -ドクゼリ
- ハマゼリ属 Cnidium -ハマゼリ
- エゾノシシウド属 Coelopleurum -エゾノシシウド
- ミヤマセンキュウ属 Conioselinum -ミヤマセンキュウ
- ドクニンジン属 Conium -ドクニンジン
- コエンドロ属 Coriandrum -コリアンダー
- ミツバ属 Cryptotaenia -ミツバ
- クミン属 Cuminum -クミン
- ニンジン属 Daucus -ニンジン、ノラニンジン
- セリモドキ属 Dystaenia -セリモドキ
- ヒゴタイサイコ属 Eryngium
- ウイキョウ属 Foeniculum -フェンネル（ウイキョウ・茴香）
- オオウイキョウ属 Ferula -オオウイキョウ、アサフェティダ
- ハマボウフウ属 Glehnia -ハマボウフウ
- ハナウド属 Heracleum -オオハナウド、ジャイアント・ホグウィード
- イブキボウフウ属 Libanotis -イブキボウフウ
- マルバトウキ属 Ligusticum マルバトウキ
- ミルリス属 Myrrhis - スイートシスリー
- セリ属 Oenanthe - セリ
- ヤブニンジン属 Osmorhiza - ヤブニンジン
- ヤマゼリ属 Ostericum - ヤマゼリ
- アメリカボウフウ属 Pastinaca -アメリカボウフウ
- オランダゼリ属 Petroselinum -パセリ、イタリアンパセリ
- カワラボウフウ属 Peucedanum -ハクサンボウフウ
- ミツバグサ属 Pimpinella
- オオカサモチ属 Pleurospermum -オオカサモチ
- イワセントウソウ属 Pternopetalum -イワセントウソウ
- シムラニンジン属 Pterygopleurum -シムラニンジン
- ムカゴニンジン属 Sium -ヌマゼリ
- カノツメソウ属 Spuriopimpinella -カノツメソウ
- シラネニンジン属 Tilingia -シラネニンジン
- ヤブジラミ属 Torilis -ヤブジラミ